# بم خسوس دو اوسته
بم خسوس دو اوسته (به پرتغالی: Bom Jesus do Oeste) یک منطقهٔ مسکونی در برزیل است که در سانتا کاتارینا واقع شده‌است. بم خسوس دو اوسته ۶۳٫۵۵۲ کیلومتر مربع مساحت و ۲٬۱۳۹ نفر جمعیت دارد و ۶۶۹ متر بالاتر از سطح دریا واقع شده‌است.